# Wereldruiterspelen 2018
De Wereldruiterspelen 2018 vormden de achtste editie van dit vierjaarlijkse paardensportevenement, dat door de Fédération Équestre Internationale (FEI) wordt georganiseerd. Ze werden gehouden van 11 tot en met 23 september 2018 in de Amerikaanse stad Tryon (North Carolina). In eerste instantie waren de spelen toegekend aan de Canadese stad Bromont. Bromont was vanwege financiële redenen echter genoodzaakt de organisatie terug te geven. In november 2016 werd de organisatie toegewezen aan Tryon. Het was de tweede keer dat de Wereldruiterspelen in de Verenigde Staten gehouden werden na de editie van 2010 in Lexington (Kentucky). De Verenigde Staten was hiermee het eerste land dat tweemaal de Wereldruiterspelen heeft georganiseerd. Voorafgaand aan en gedurende het toernooi kreeg de toernooiorganisatie echter flinke kritiek vanuit de ruiters en nationale paardensportbonden vanwege slechte organisatie.
In acht paardensportdisciplines werd bij 29 onderdelen gestreden voor de wereldtitel. De teamonderdelen van de dressuur, eventing en het springen waren gelijktijdig kwalificatiemomenten voor de Olympische Zomerspelen 2020 in Tokio.
Door weersomstandigheden werd het onderdeel endurance op 12 september afgelast. Eén paard – vernoemd naar Barack Obama – overleed na de endurancewedstrijd en tientallen andere paarden moesten medisch worden behandeld. Door zware regenval werd het onderdeel eventing uitgesteld en verlengd. Ten tijde van de Wereldruiterspelen kwam orkaan Florence aan land in South Carolina, met een verwachte baan richting North Carolina. Door de slechte weersomstandigheden, veroorzaakt door de orkaan, werd op 16 september de Grand Prix Freestyle voor dressuurruiters definitief geschrapt. Op 19 september werd een tweede paard ingeslapen.

## Disciplines
Op deze Wereldruiterspelen stonden, net als vier jaar eerder, acht onderdelen op het programma. Oorspronkelijk werd in 29 onderdelen gereden om wereldtitels.
| - Dressuur - Para-dressuur - Endurance (geannuleerd vanwege hitte) - Eventing | - Mensport - Reining - Springen - Voltige |

## Uitslagen
| Onderdeel                               | Goud | Zilver | Brons |
| --------------------------------------- | --- | --- | --- |
| Dressuur grand prix special             | Isabell Werth met Bella Rose | Laura Graves met Verdades | Charlotte Dujardin met Mount St John Freestyle |
| Dressuur grand prix freestyle           | onderdeel geschrapt vanwege slechte weersomstandigheden | onderdeel geschrapt vanwege slechte weersomstandigheden | onderdeel geschrapt vanwege slechte weersomstandigheden |
| Dressuur team grand prix                | Duitsland Jessica von Bredow-Werndl met TSF Dalera BB Dorothee Schneider met Sammy Davis Jr. Sönke Rothenberger met Cosmo Isabell Werth met Bella Rose | Verenigde Staten Steffen Peters met Suppenkasper Adrienne Lyle met Salvino Kasey Perry-Glass met Goerklintgaards Dublet Laura Graves met Verdades | Verenigd Koninkrijk Spencer Wilton met Super Nova II Emile Faurie met Dono di Maggio Carl Hester met Hawtins Delicato Charlotte Dujardin met Mount St John Freestyle |
| Para-dressuur individueel I             | Sara Morganti Met Royal Delight | Laurentia Tan met Fuerst Sherlock | Elke Philipp met Fuerst Sinclair |
| Para-dressuur individueel II            | Stinna Kaastrup met Horsebo Smarties | Pepo Puch met Sailor's Blue | Nicole den Dulk met Wallace N.O.P. |
| Para-dressuur individueel III           | Rixt van der Horst met Findsley | Natasha Baker met Mount St John Diva Dannebrog | Rebecca Hart met El Corona Texel |
| Para-dressuur individueel IV            | Sanne Voets met Dematur N.O.P. | Rodolpho Riskalla met Don Henrico | Susanne Sunesen met CSK's Que Faire |
| Para-dressuur individueel V             | Sophie Wells met C Fatal Attraction | Frank Hosmar met Alphaville N.O.P. | Regine Mispelkamp met Look At Me Now |
| Para-dressuur individueel freestyle I   | Sara Morganti met Royal Delight | Rihards Snikus met King of the Dance | Roxanne Trunnell met Dolton |
| Para-dressuur individueel freestyle II  | Stinna Kaastrup met Horsebo Smarties | Pepo Puch met Sailor's Blue | Nicole den Dulk met Wallace N.O.P. |
| Para-dressuur individueel freestyle III | Rixt van der Horst met Findsley | Rebecca Hart met El Corona Texel | Angelika Trabert met Diamond's Shine |
| Para-dressuur individueel freestyle IV  | Sanne Voets met Dematur N.O.P. | Rodolpho Riskalla met Don Henrico | Kate Shoemaker met Solitaer |
| Para-dressuur individueel freestyle V   | Sophie Wells met C Fatal Attraction | Frank Hosmar met Alphaville N.O.P. | Tomoko Nakamura met Djazz F |
| Para-dressuur team                      | Nederland Frank Hosmar met Alphaville N.O.P. Nicole den Dulk met Wallace N.O.P. Sanne Voets met Demantur N.O.P. Rixt van der Horst met Findsley | Verenigd Koninkrijk Sophie Wells met C Fatal Attraction Lee Pearson met Styletta Natasha Baker met Mount St John Diva Dannebrog Erin Orford met Dior | Duitsland Regine Mispelkamp met Look At Me Now Dr. Angelika Trabert met Diamond's Shine Steffen Zeibig met Feel Good Elke Philipp met Fuerst Sinclair |
| Endurance individueel                   | onderdeel geschrapt vanwege slechte weersomstandigheden | onderdeel geschrapt vanwege slechte weersomstandigheden | onderdeel geschrapt vanwege slechte weersomstandigheden |
| Endurance team                          | onderdeel geschrapt vanwege slechte weersomstandigheden | onderdeel geschrapt vanwege slechte weersomstandigheden | onderdeel geschrapt vanwege slechte weersomstandigheden |
| Eventing individueel                    | Rosalind Canter met Allstar B | Padraig McCarthy met Mr Chunky | Ingrid Klimke met SAP Hale Bob OLD |
| Eventing team                           | Verenigd Koninkrijk Rosalind Canter met Allstar B Piggy French met Quarrycrest Echo Tom McEwen met Toledo de Kerser Gemma Tattersall met Arctic Soul | Ierland Padraig McCarthy met Mr Chunky Sarah Ennis met Horseware Stellor Rebound Sam Watson met Horseware Ardagh Highlight Cathal Daniels met Rioghan Rua | Frankrijk Thibaut Vallette met Qing du Briot ENE HN Maxime Livio met Opium de Verrieres Sidney Dufresne met Tresor Mail Donatien Schauly met Pivoine des Touches |
| Mensport individueel                    | Boyd Exell | Chester Weber | Edouard Simonet |
| Mensport team                           | Verenigde Staten James Fairclough Misdee Wrigley-Miller Chester Weber | Nederland Bram Chardon Koos de Ronde IJsbrand Chardon | België Dries Degrieck Glenn Geerts Edouard Simonet |
| Reining individueel                     | Bernard Fonck met What a Wave | Daniel Huss met Miss Dreamy | Cade Mccutcheon met Custom Made Gun |
| Reining team                            | Verenigde Staten Casey Deary met Heavy Duty Chex Cade Mccutcheon met Custom Made Gun Daniel Huss met Miss Dreamy Jordan Larson met ARC Gunnabeabigstar | België Dries Verschueren met Smart'n'Sparkin Ann Poels met Made In Walla Cira Baeck met Gunners Snappy Chic Bernard Fonck met What a Wave | Duitsland Grischa Ludwig met Ruf Lil Diamond Markus Süchting met Spotlight Charly Robin Schoeller met Wimpy Kaweah Julia Schumacher met Coeurs Little Tyke |
| Springen individueel                    | Simone Blum met DSP Alice | Martin Fuchs met Clooney | Steve Guerdat met Bianca |
| Springen team                           | Verenigde Staten Devin Ryan met Eddie Blue Adrienne Sternlicht met Cristalline Laura Kraut met Zeremonie McLain Ward met Clinta | Zweden Henrik von Eckermann met Toveks Mary Lou Malin Baryard-Johnsson met H&M Indiana Fredrik Jönsson met Cold Play Peder Fredricson met H&M Christian K | Duitsland Simone Blum met DSP Alice Laura Klaphake met Catch Me If You Can OLD Maurice Tebbel met Don Diarado Marcus Ehning met Pret A Tout |
| Voltige individueel mannen              | Lambert Leclezio met Poivre Vert gelongeerd door François Athimon | Jannik Heiland met Dark Beluga gelongeerd door Barbara Rosiny | Thomas Brüsewitz met Danny Boy OLD gelongeerd door Patric Looser |
| Voltige individueel vrouwen             | Kristina Boe met Don de la Mar gelongeerd door Winnie Schlüter | Janika Derks met Carousso Hit gelongeerd door Jessica Lichtenberg | Lisa Wild met Fairytale gelongeerd door Maria Lehrmann |
| Voltige groep                           | Duitsland Thomas Brüsewitz Torben Jacobs Jana Zelesny Chiara Congia Justin van Gerven Corinna Knauf mey Danny Boy OLD gelongeerd door Patric Looser | Zwitserland Nadja Büttiker Ramona Näf Elisabeth Bieri Aline Koller Kyra Seiler Samira Koller met Rayo de la Luz gelongeerd door Monika Winkler-Bischofberger | Oostenrijk Lisa Wild Katharina Luschin Magdalena Riegler Barbara Hruza Nikolaus Luschin Leonie Poljc met Alessio l'Amabile gelongeerd door Maria Lehrmann |
| Pas-de-deux                             | Italië Lorenzo Lupacchini Silvia Stopazzini met Rosenstolz gelongeerd door Laura Carnabuci | Oostenrijk Jasmin Lindner Lukas Wacha met Dr. Doolittle gelongeerd door Klaus Haidacher | Duitsland Janika Derks Johannes Kay met Dark Beluga gelongeerd door Barbara Rosiny |
| Voltige team                            | Duitsland Kristina Boe met Don de la Mar gelongeerd door Winnie Schlüter Jannik Heiland met Dark Beluga gelongeerd door Barbara Rosiny Thomas Brüsewitz Torben Jacobs Jana Zelesny Chiara Congia Justin van Gerven Corinna Knauf met Danny Boy OLD gelongeerd door Patric Looser | Zwitserland Nadja Büttiker met Acardi van de Kapel gelongeerd door Monika Winkler-Bischofberger Lukas Heppler met Acardi van de Kapel gelongeerd door Monika Winkler-Bischofberger Nadja Büttiker Ramona Näf Elisabeth Bieri Aline Koller Kyra Seiler Samira Koller met Rayo de la Luz gelongeerd door Monika Winkler-Bischofberger | Oostenrijk Katharina Luschin met Fairytale gelongeerd door Maria Lehrmann Lisa Wild met Fairytale gelongeerd door Maria Lehrmann Lisa Wild Katharina Luschin Magdalena Riegler Barbara Hruza Nikolaus Luschin Leonie Poljc met Alessio l'Amabile gelongeerd door Maria Lehrmann |

## Medaillespiegel
| Plaats | Land             | Goud | Zilver | Brons | Totaal |
| 1      | Duitsland        | 6    | 2      | 9     | 17     |
| 2      | Nederland        | 5    | 3      | 2     | 10     |
| 3      | Groot-Brittannië | 4    | 2      | 2     | 8      |
| 4      | Verenigde Staten | 3    | 5      | 4     | 12     |
| 5      | Italië           | 3    | 0      | 0     | 3      |
| 6      | Denemarken       | 2    | 0      | 1     | 3      |
| 7      | België           | 1    | 1      | 2     | 4      |
| 8      | Frankrijk        | 1    | 0      | 1     | 2      |
| 9      | Australië        | 1    | 0      | 0     | 1      |
| 10     | Oostenrijk       | 0    | 3      | 3     | 6      |
| 11     | Zwitserland      | 0    | 3      | 1     | 4      |
| 12     | Brazilië         | 0    | 2      | 0     | 2      |
| 12     | Ierland          | 0    | 2      | 0     | 2      |
| 14     | Letland          | 0    | 1      | 0     | 1      |
| 14     | Singapore        | 0    | 1      | 0     | 1      |
| 14     | Zweden           | 0    | 1      | 0     | 1      |
| 17     | Japan            | 0    | 0      | 1     | 1      |
| Totaal | Totaal           | 26   | 26     | 26    | 78     |